# Castelletto bancario
Il castelletto bancario è un tipo di finanziamento a breve termine che una banca eroga nei confronti di un soggetto che possieda determinati requisiti morali, economici e strutturali.
Il castelletto bancario è una sorta di cessione alla banca del credito o dei crediti non ancora scaduti; in sostanza una persona o una società, in base al fatturato ed alle fatture emesse ma non ancora incassate, cede questo tipo di credito quando necessita di liquidità per le spese correnti. Oggi le fatture hanno una scadenza che può essere di 30, 60, 90, 120 giorni e anche 6 mesi, anche se non è raro che le pubbliche amministrazioni saldino le fatture in base alla copertura finanziaria di un progetto che, spesso richiede dell'approvazione di leggi o decreti, con pagamenti dopo un anno.
Alcuni istituti impongono che entro l'anno il debito venga azzerato per un periodo di tempo che in genere è di un mese.
Il vantaggio del castelletto è di non dare garanzie o pegni all'istituto bancario ed avere tuttavia una liquidità ed avere una quota extra da destinare alle fidejussioni.
L'accesso al castelletto è limitato dall'istituto bancario stesso, il quale fissa un tetto di fido che o coincide con il credito oppure viene calcolato in base al fatturato della società ovvero in base ad una disponibilità di fondi che la banca destina a questa forma di finanziamento, in questo caso ogni società può avere diversi castelletti in altrettante banche.
In particolari condizioni come insolvenza, problemi giudiziari o altro, la banca si riserva il diritto di abbassare il tetto del fido o annullarlo come di aumentarlo, o anche consentire la cessione del credito solo di alcuni particolari clienti, escludendone altri poiché non ritiene abbastanza solvibili.
Il sistema, largamente diffuso, si basa sul presupposto che un imprenditore non accumula denaro in banca per godere degli interessi, ma lo reinveste per ottenere un guadagno superiore a questi. 